# Valentina Gautier
Valentina Gautier, pseudonimo di Liliana Valentina Luisa Boselli (Lodi, 17 giugno 1961), è una cantautrice italiana.

## Biografia

### Gli esordi
Cantautrice, figlia d'arte, studia danza e canto jazz già da giovanissima, contemporaneamente all'attività di fotomodella. Dopo qualche partecipazione televisiva in alcune emittenti locali, nel 1980 incide Matta sì... ma di te, sigla di coda del telequiz preserale Rai Sette e mezzo, condotto da Raimondo Vianello e Claudio Lippi.
Nel 1981 incide il suo primo singolo, Anima, presentato in diversi programmi televisivi dell'epoca, come Sotto le stelle. Segue il Q-Disc Valentina. Nel 1983 incide Vita gialla, altro 45 giri per la Fonit Cetra, ma non accade nulla.

### La ribalta (1990 - 1992)
Nel 1990 s'inserisce nell'ambito di un progetto Fininvest, intento a lanciare sul mercato cinque artisti emergenti con i relativi album. Il singolo Voglio un angelo (firmato in coppia con Vincenzo Spampinato) ottiene grande successo e la Gautier viene premiata al Festivalbar di quell'anno come "rivelazione dell'anno".
Nel 1991, con la casa discografica RTI Music (collegata a Fininvest), incide un primo album dal titolo Quasi un angelo, contenente Voglio un angelo e altri singoli quali Hey tu (cover di Black Velvet di Alannah Myles) e La pantera. L'album riscuote un buon successo, tanto da essere ripubblicato in una seconda edizione con l'aggiunta di altri brani: vende oltre 70 000 copie, ottenendo il premio della critica al Festivalbar di quell'anno. Il disco, prodotto da Shel Shapiro, viene pubblicato anche all'estero: in versione italiana in Germania e Benelux; tradotto in spagnolo per i mercati corrispondenti.
Collabora anche alla realizzazione del primo disco di Luigi Schiavone, La spina nel fianco, dove è la seconda voce nella canzone telefona, telefona.
Nel 1992 scrive per Mina il brano Uomo ferito (inciso nel doppio Sorelle Lumière).
Nello stesso anno pubblica un altro album piuttosto intenso dal titolo Anima fragile, ancora con la produzione di Shapiro, trainato dal singolo La vedova nera, il cui testo prende spunto da una vicenda verosimile di un'amante che seduce un uomo per infettarlo con l'AIDS e fuggire al mattino lasciando questa condanna scritta col rossetto sullo specchio del bagno. La promozione del disco viene, però, bloccata a causa di alcuni contrasti col produttore. La Gautier chiede, pertanto, il recesso anticipato del contratto alla RTI, entrando in conflitto con le logiche discografiche che ritiene inizino ad essere sempre meno favorevoli alla creatività e alla libertà degli artisti.
Nel 1993 si presenta al Sanremo Giovani di quell'anno con Voglio un angelo di tre anni prima, ma non viene selezionata per accedere a Sanremo 1994.

### Anni successivi e il nuovo millennio
Nel 1998 pubblica La danza delle ombre, destinato principalmente al mercato estero e al quale collaborano Marie Claire D'Ubaldo e Tony Moore.
Nel 2006 pubblica l'album Streghe (arrangiato da Marco Guarnerio) in cui la Gautier intraprende percorsi musicali diversi, dal rock di Ladri di bambini al funky di Sono insopportabile, dalle sonorità etniche de Il paese dei balocchi a quelle Jazz di Un anno d'amore (cover di Mina), pur rimanendo sé stessa nell'intento di trasgredire certi modelli femminili stereotipati. Da qui Strega e Be free (inno del Gay Pride 2006 di Torino), brani-manifesto dell'artista «perennemente alla ricerca della sua libertà, per sentirsi se stessa nella sua stravaganza, inquietudine, irriverenza, ironia».
Nel 2015 esce col singolo intimista Non credo, solo in formato digitale per il download.

## Discografia

### Album
- 1981 - Valentina (mini album con 4 pezzi, Traccia, come Valentina)
- 1990 - Quasi un angelo (Five Record, FM-13681)
- 1992 - Anima fragile (Five Record)
- 1998 - La danza delle ombre
- 2006 - Streghe

### Singoli
- 1980 -  -- (come Valentina)
- 1981 - Anima/Dottore (Traccia, TRS-1013) (come Valentina)
- 1983 - Vita gialla/Hollywood (Fonit Cetra, SP-1805) (come Valentina)
- 1990 - Pourquoi En Française? (Jocks, come Valentina)
- 1990 - La Pantera (Five Record)
- 1991 - Quiero Un Angel (Five Record)
- 1991 - Voglio un angelo (Five Record)
- 2006 - Be Free
- 2015 - Non credo (download)